# جيل غوميز
جيل غوميز (بالبرتغالية: Nélson Gil de Almeida Gomes‏) (2 ديسمبر 1972 في أنغولا - ) هو لاعب كرة قدم برتغالي في مركز الهجوم. شارك مع منتخب البرتغال تحت 16 سنة لكرة القدم ومنتخب البرتغال تحت 17 سنة لكرة القدم ومنتخب البرتغال تحت 18 سنة لكرة القدم ومنتخب البرتغال تحت 20 سنة لكرة القدم ومنتخب البرتغال تحت 21 سنة لكرة القدم. أما مع النوادي، فقد لعب مع إستريلا دا أمادورا وسبورتينغ براغا وشيفيلد وينزداي ونادي أفيلينو ونادي تور ونادي هايد إف سي وسالفورد سيتي ونادي ويل وJacksonville Cyclones ‏ وأوفارينسه ديبورتيفا ‏ وHendon F.C. ‏ ويافردون سبور ‏ وفيلادلفيا كيكس ‏ وMiddlewich Town F.C. ‏.

## وصلات خارجية
- جيل غوميز على موقع الاتحاد الدولي (مؤرشف)  (الإنجليزية)
- جيل غوميز على موقع قاعدة بيانات كرة القدم.إي يو (الإنجليزية)